# Vyhlídka s vinicí (Strahovský klášter)
Vyhlídka s vinicí je součástí areálu Velké strahovské zahrady v Praze. Je nejmenší ze čtyř tzv. strahovských zahrad, ke kterým patří kromě Velké strahovské zahrady ještě Konventní zahrada a Opatská zahrada.

## Základní informace
Městská část: Praha 1, kat. území: Hradčany; výměra: 306 metrů čtverečních, nadmořská výška: 276 – 284 m n. m.

## Historie
Prostranství, pod nímž se nacházejí čtyři malé terasy s vinicemi, bylo dříve součástí užitkové plochy Opatské zahrady. Koncem 19. století byla tato část opět začleněna do Velké strahovské zahrady.

## Současnost
V letech 1991–1995 zde byla podle návrhu architekta Otakara Kuči vybudována dlážděná plošina s živým plotem a lavičkami, odkud je krásný výhled na město. Dominantou této partie je socha Panny Marie z Exilu, která zde byla, jako dar krajanů, instalována v roce 1994.
Vyhlídka je přístupná po dřevěných schodech, podle ukazatelů, z vyhlídkové cesty, vedoucí po vrstevnici od ulice Úvoz směrem k Petřínské rozhledně. Jako součást komplexu Strahovského premonstrátského kláštera je od roku 1989 chráněna jako národní kulturní památka České republiky.

## Socha Panny Marie z exilu

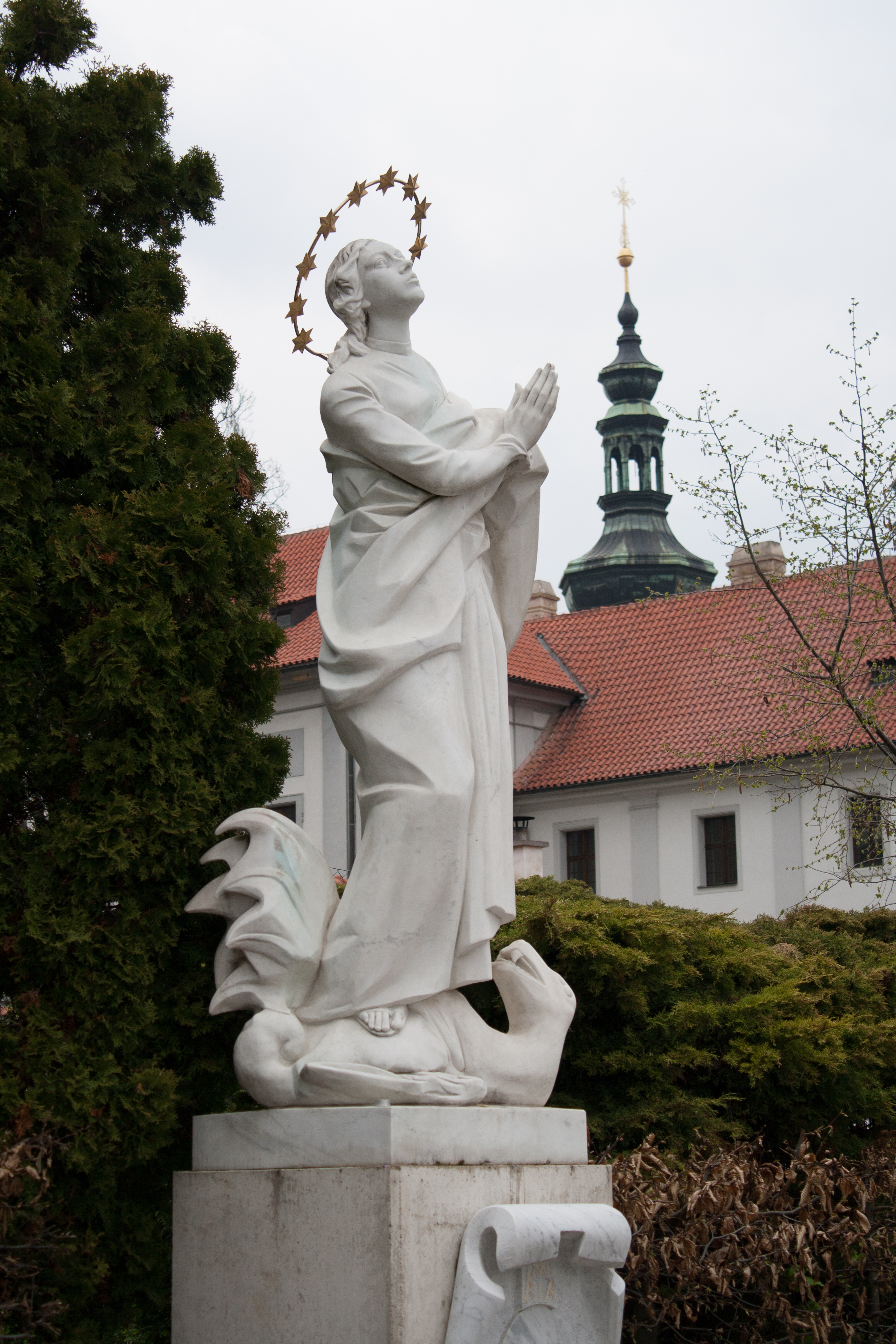
Socha Panny Marie z exilu

Socha vznikla jako náhrada za sochu Neposkvrněné Panny Marie od sochaře J. J. Bendla, která byla rozbita při stržení Mariánského sloupu na Staroměstském náměstí rozvášněným davem po vzniku samostatného Československa, 3. listopadu 1918.
Socha z bílého mramoru byla pořízena z darů krajanů žijících v USA a Kanadě v exilu, odtud její anglický název Our Lady in Exil. Jejím autorem byl papežský sochař profesor Alexander Monteleone a v roce 1955 byla slavnostně instalována v zahradě benediktinského kláštera v Lisle u Chicaga v USA.
V roce 1993 byla převezena, jako dar krajanů, do Prahy a v roce 1994 umístěna na Vyhlídce s vinicí, kde byla 7. 5. 1994 posvěcena kardinálem Miloslavem Vlkem. Na kartuši uprostřed 2 m vysokého podstavce je zlatý nápis „Panno Maria z exilu, oroduj za nás“.